# Iglesia San Pedro el Joven Católico (Estrasburgo)
La iglesia [de] San Pedro el Joven católico (en francés: église Saint-Pierre-le-Jeune catholique) es una iglesia francesa del siglo XIX que se encuentra en Estrasburgo, en la confluencia  de las calles Finkmatt y De Castelnau en la Neustadt, justo al lado del palacio de Justicia. Hasta la construcción de esta iglesia, devotos católicos y protestantes compartían la antigua iglesia de Saint-Pierre-le-Jeune, situada en el centro histórico de la localidad.
No debe confundirse con la iglesia protestante homónima, situada dentro del recinto de la Gran Isla de Estrasburgo.

## Historia
Antiguamente, se llamaba Neue Jung Sankt-Peter  («nouvelle Saint-Pierre-le-Jeune», .nueva San Pedro el Joven.)

## Descripción
La iglesia, de arenisca rosa y roja, fue construida entre 1889 y 1893 por los arquitectos Skjold Neckelmann y August Hartel (también diseñadores del vecio  palacio de Justicia, hecho de piedra caliza gris). Proyectaron la iglesia en un estilo que mezclaba el neorrománico y el neobizantino y la coronaron con una cúpula, la cúpula mayor de Alsacia (con una altura interior de 50 m y un diámetro interior máximo de 18,5 m). Es uno de los grandes logros arquitectónicos de la Neustadt realizado en el momento de la anexión de Alsacia-Lorena.
El órgano está firmado por Yves Kœnig.
La gran araña anular suspendida de la tapa de la cúpula es una reinterpretación de la de la iglesia abacial de Saint-Pierre-et-Saint-Paul en Wissembourg, destruida durante la Revolución francesa.
En 2006, una estatua de Charles de Foucauld, un místico contemplativo nacido en Estrasburgo, se instaló frente a la plaza de la iglesia gracias a una suscripción de los feligreses.

## Galería de imágenes

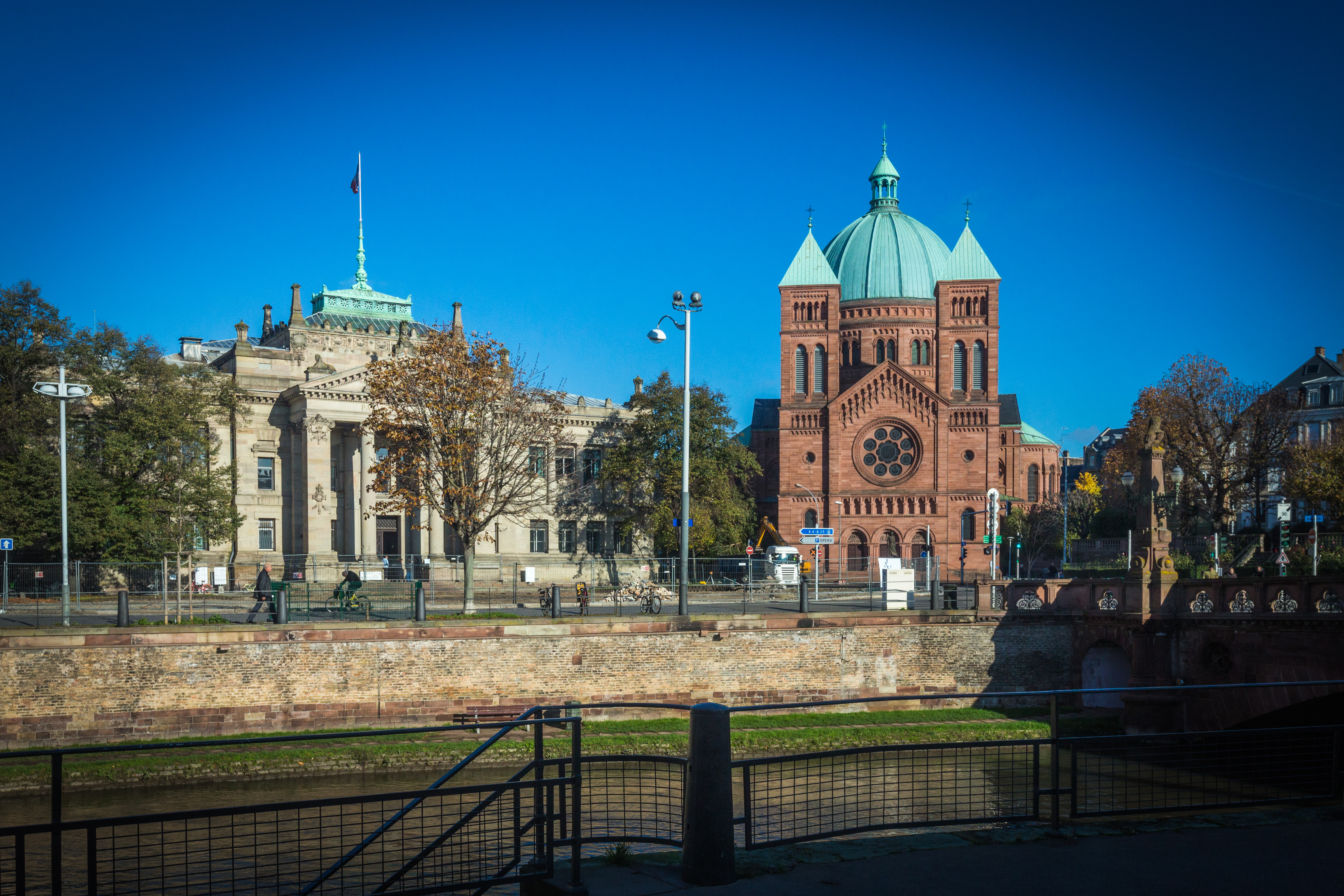
La iglesia y el palacio de Justicia
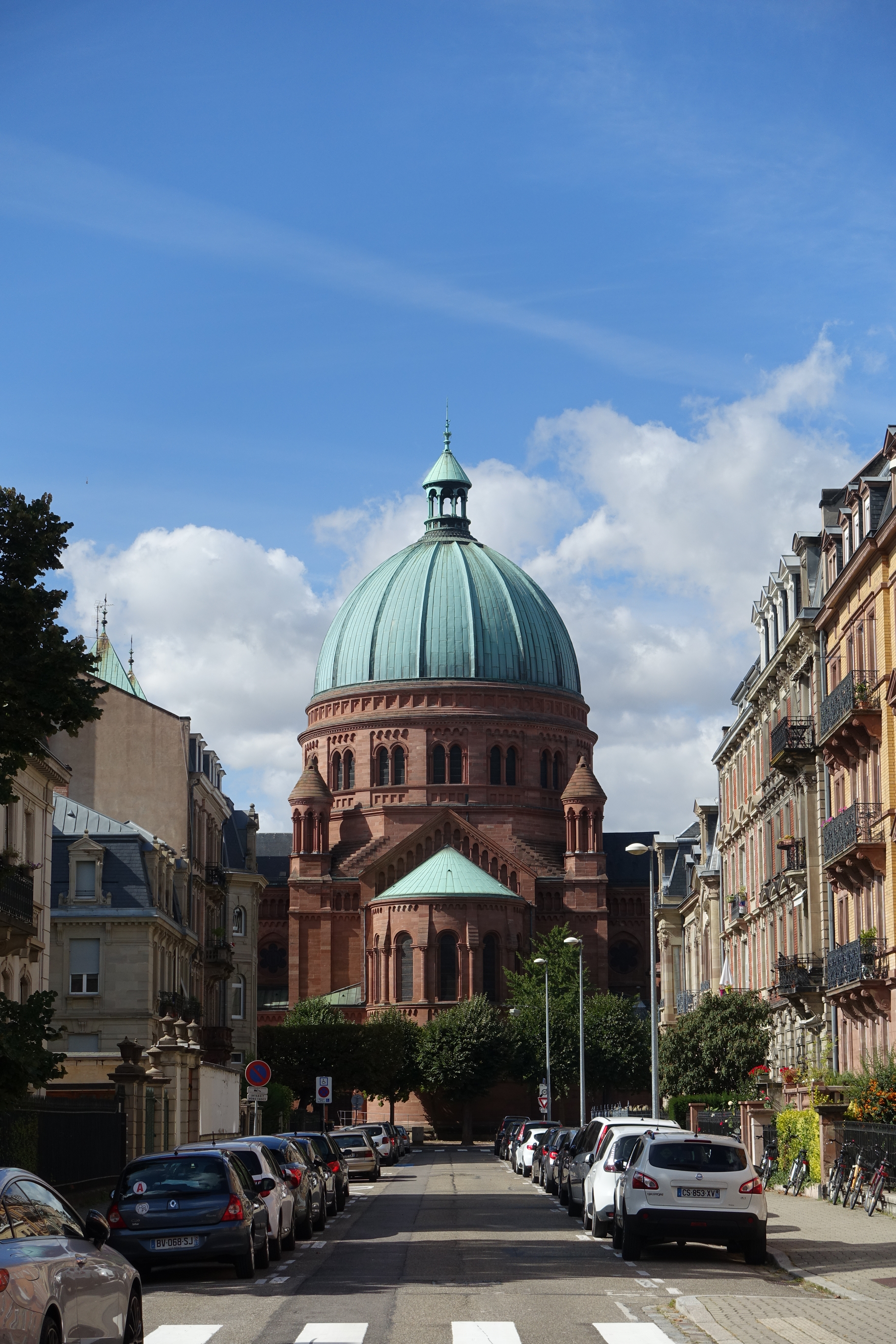
La cabecera vitsa desde la rue Paul Muller Simonis
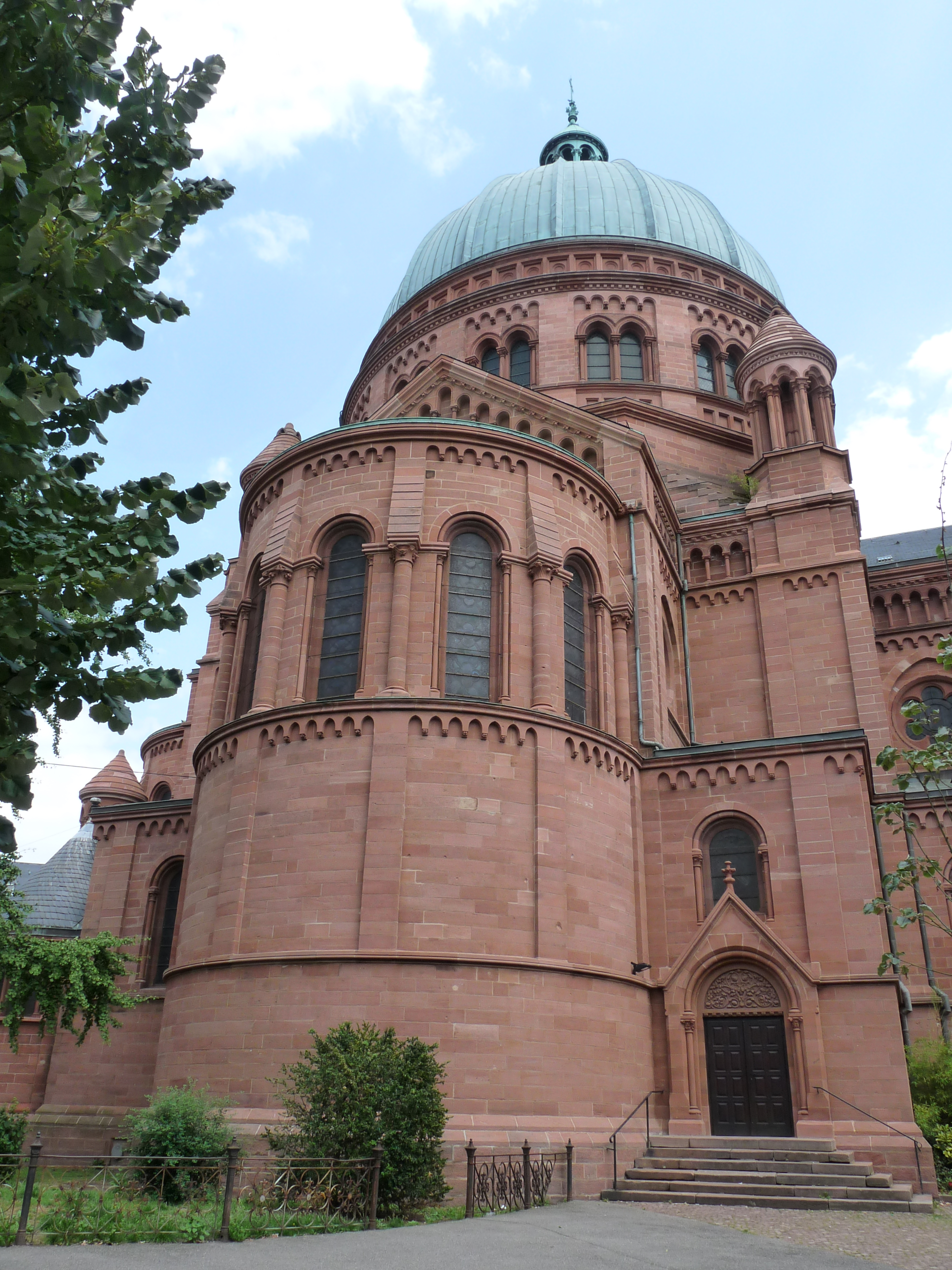
Detalle de la cabacera
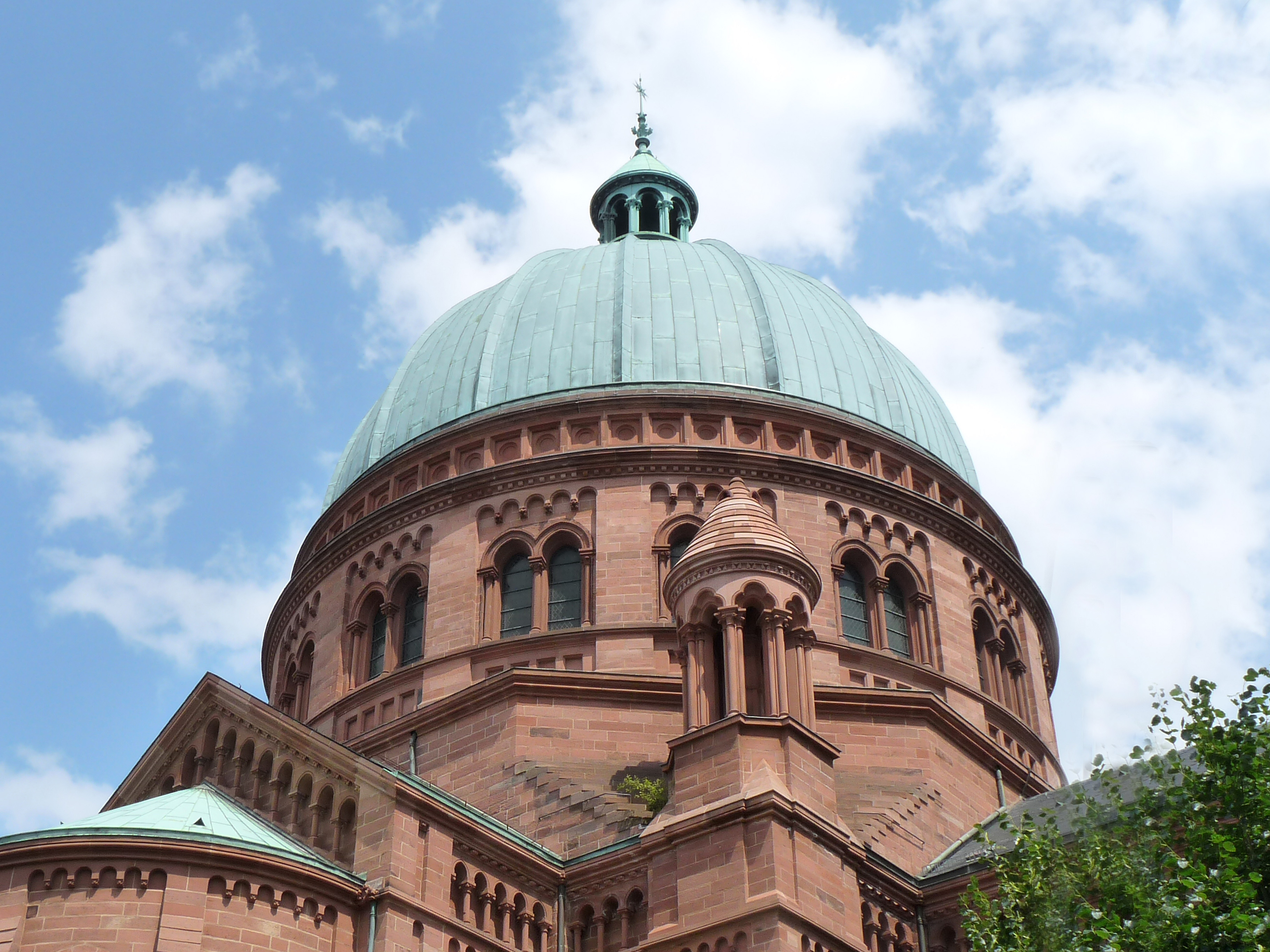
Vista de la cúpula
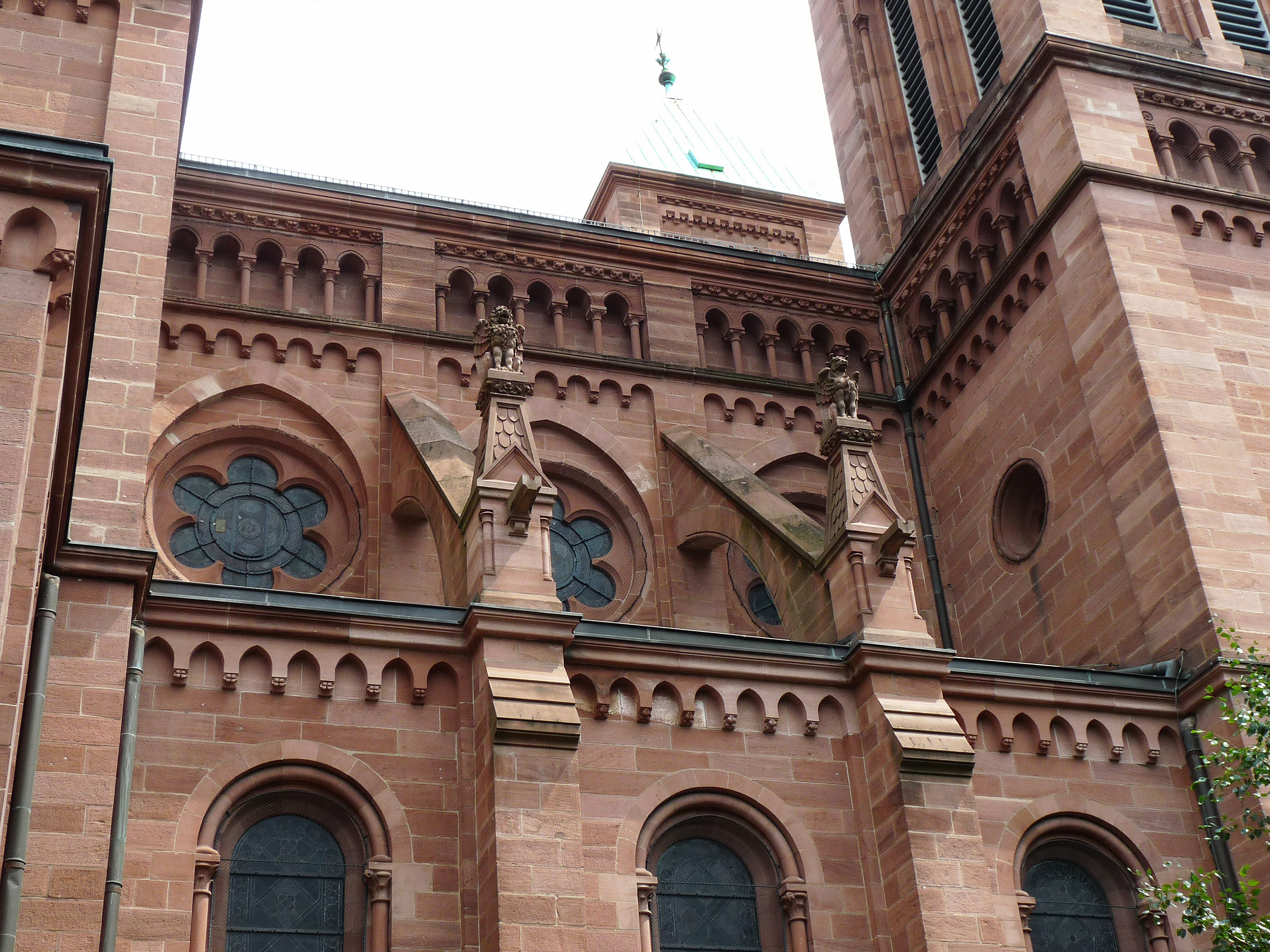
Detalle del lateral Norte

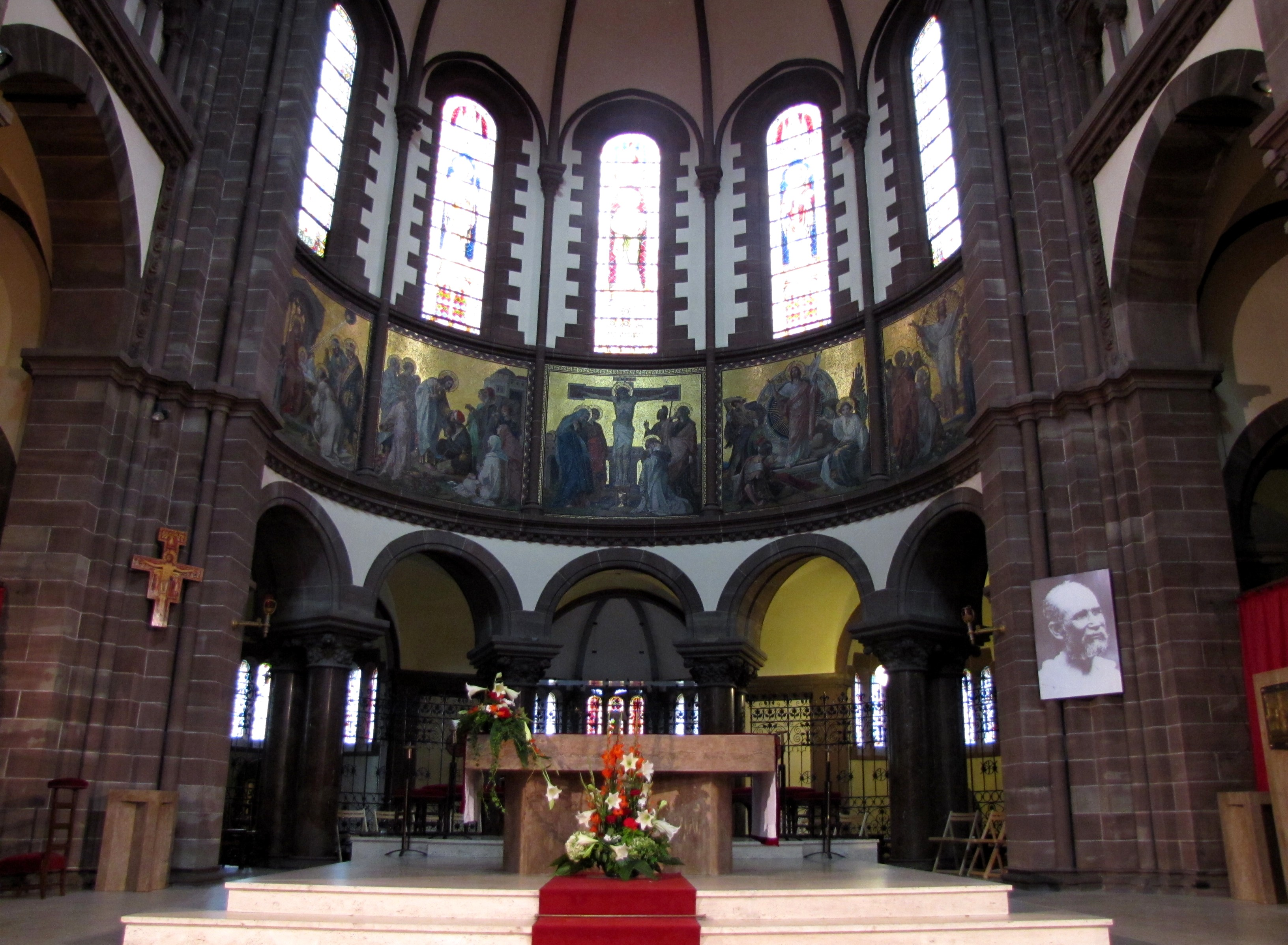
Vista del coro y el altar
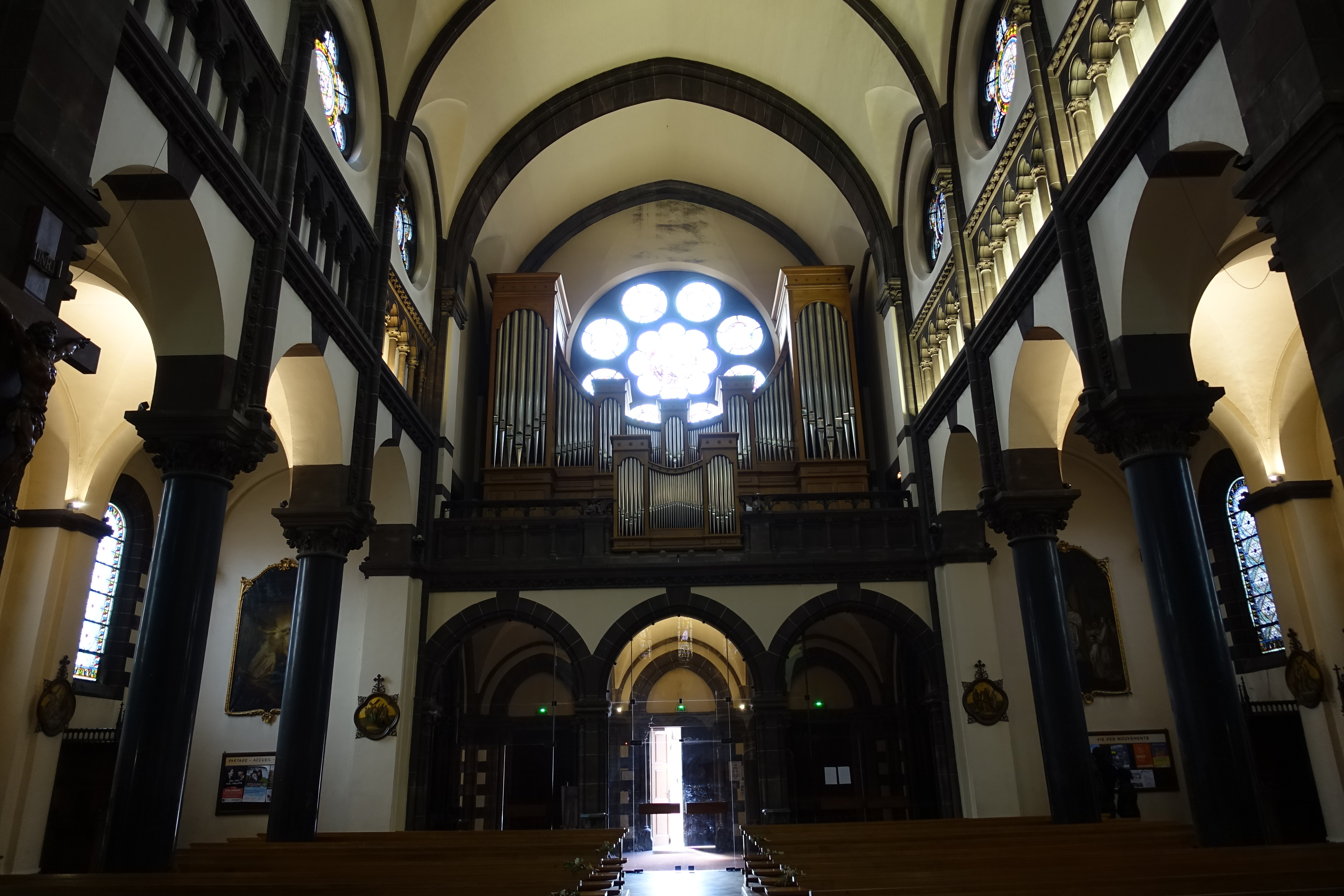
Vista interior hacia el órgano Yves Koenig
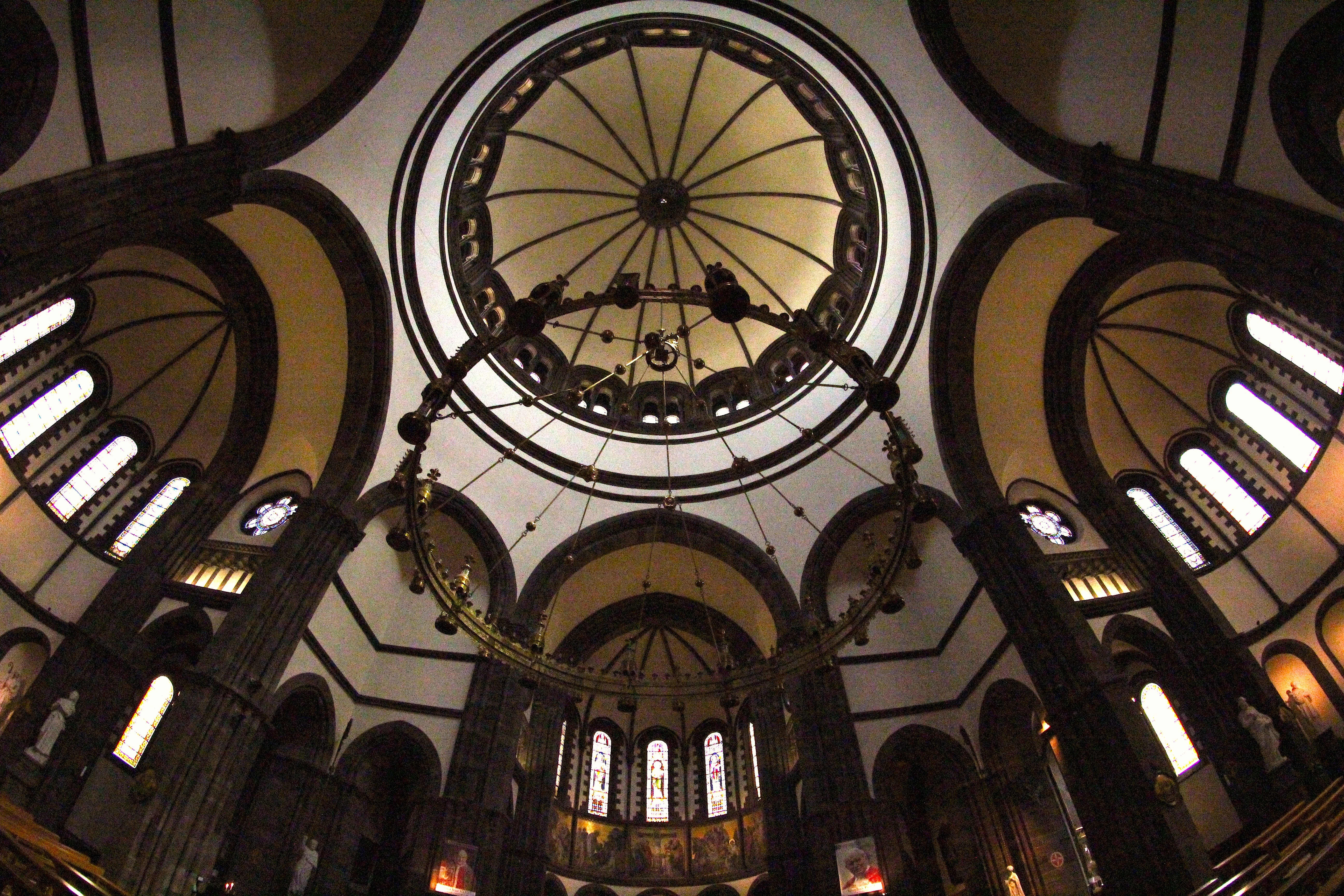
Vista de las bóvedas y cúpula
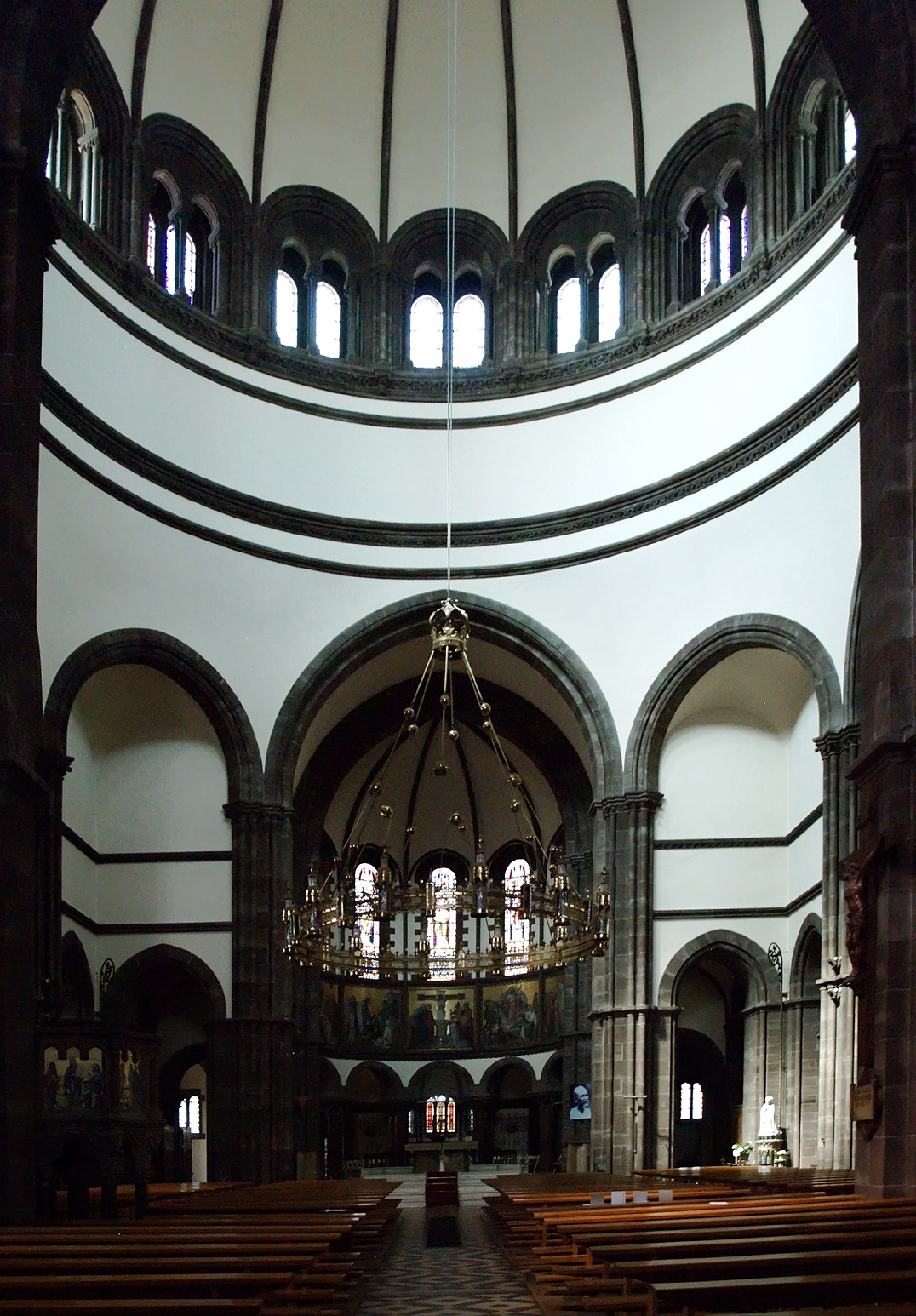
Interior de la iglesia
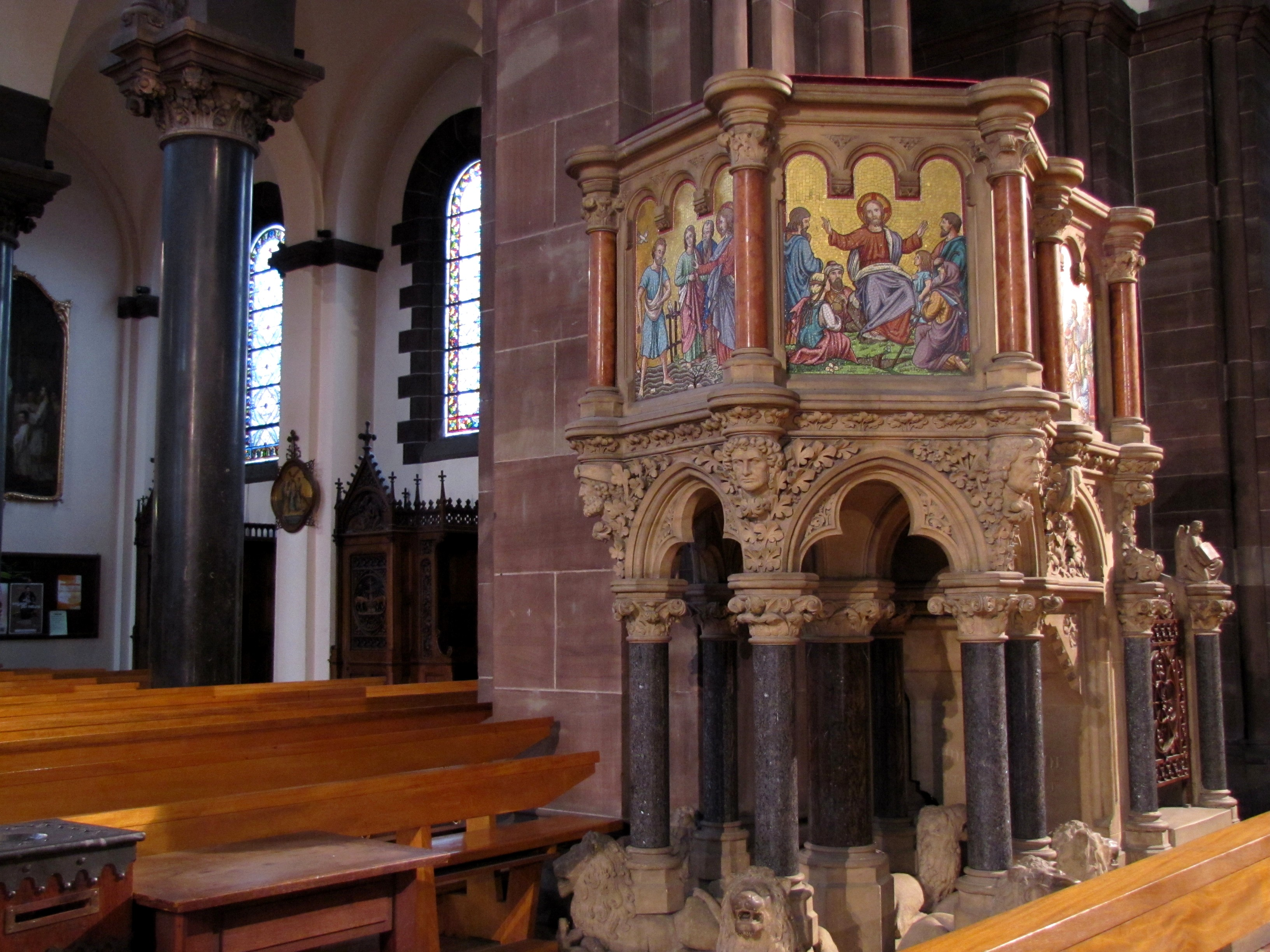
Detalle del púlpito